# Національний собор Вашингтона
Соборна Церква Святого Петра і Павла у Місті та Єпархії Вашингтона, більш відома як Національний собор Вашингтона — американський собор Єпископальної церкви (США). Собор розташований у столиці Сполучених Штатів Америки, Вашингтоні. Архітектура належить до неоготичного стилю, який повторює дизайн англійської готики кінця чотирнадцятого століття. Собор є другою найвищою релігійною спорудою у США і четвертою найвищою спорудою у Вашингтоні. Собор належить до верховного єпископа Єпископальної церкви та до єпископа єпархії Вашингтона. Понад 270 тис. людей відвідують собор щороку.
Будівництво собору розпочалось 29 вересня 1907 року, перший камінь заклав особисто тогочасний президент США Теодор Рузвельт, за церемонією спостерігали 20 тис. людей. Будівництво завершилось через 83 роки, коли останній камінь особисто поклав тогочасний президент США Джордж Герберт Вокер Буш 1990 року. Робота над оздобленням продовжується донині.
Власником собору є Фонд протестантського єпископального собору.

## Джерело
- Marjorie Hunt, The Stone Carvers: Master Craftsmen of Washington National Cathedral (Smithsonian, 1999).